# Claude Roquemont de Brison
Pour les articles homonymes, voir Roquemont et Brison.
Claude Roquemont de Brison était un amiral de la Marine royale française étant au service de la Compagnie des Cent-Associés pendant la Guerre franco-anglaise de 1627 à 1629.